# هدى رمزي
هدى رمزي (10 نوفمبر 1958 -)، ممثلة مصرية معتزلة.

## عن حياتها
هي ابنة المخرج حسن رمزي وأخوها المنتج السينمائي محمد رمزي، درست في كلية الإعلام قسم الإذاعة والتليفزيون. اعتزلت السينما بعد أن ارتدت الحجاب، لكنها لم تبتعد عن الوسط الفني.

### زيجاتها
تزوجت هدى رمزي في بداية حياتها ممثلاً اسمه «خالد» ولم يستمر زواجها طويلاً، ثم تزوجت من رجل الأعمال «طه غانم» الذي طلقها بعد مشاكل طويلة ولها منه ابن واحد هو محمد. في عام 1986م تزوجت من محام اسمه «سمير عيسى» وعام 1991م تزوجت من رجل الأعمال الهارب «مصطفى البليدي» الذي طلقها ثلاث مرات خلال عام واحد عاشته معه.
تزوجت للمرة الخامسة من شخص يدعى «محمد عيسى»، أما آخر أزواجها فكان لاعب كرة القدم في النادي الأهلي شريف عبد المنعم عام 1999م ولكنها طلقته. بعدما أعلنت اعتزالها توارت تماما ولم يعد أحد يعرف أسرار حياتها الخاصة وهي عمة الممثل شريف رمزي.

## أعمالها

### من المسلسلات
- الزوجة تعرف أكثر (مسلسل).
- أحلام الفتى الطائر (مسلسل).
- الحب وأشياء أخرى (مسلسل).
- بنت الايام (مسلسل) .
- السمان والخريف (مسلسل) .
- النساء يعترفن سرا.
- على الزيبق (مسلسل) .
- بلاغ النائب العام (1986)

مسلسل عمرو العاص

### من الأفلام
- حنفي الأبهة (1990) مع عادل إمام وفاروق الفيشاوي.
- العبقري والحب (1987).
- المليونيرة الحافية (فيلم) (1987) مع صلاح ذو الفقار وهالة فؤاد
- اغتصاب (1989) مع فاروق الفيشاوي ونجاح الموجي.
- بئر الخيانة (1987)، نور الشريف وعبد العزيز مخيون ونورا وعزت العلايلي.
- جري الوحوش (1987)، نور الشريف ومحمود عبد العزيز وحسين فهمي ونورا.
- عصر الذئاب (1986).
- لست شيطاناً ولا ملاكاً (1980).
- أنقذوا هذه العائلة (1979).
- مع سبق الإصرار (1979).
- امرأتان (1975).
- الرداء الأبيض (1974).

## روابط خارجية
- هدى رمزي على موقع IMDb (الإنجليزية)
- هدى رمزي على موقع الدهليز
- هدى رمزي على موقع قاعدة بيانات الأفلام العربية
- هدى رمزي على موقع قاعدة بيانات الفيلم (الإنجليزية)